# Erich Lindenau
Erich Lindenau (* 20. September 1889 in Bischofswerda; † 13. Juli 1955 in Dresden) war ein deutscher Maler.

## Leben und Werk
Erich Lindenau studierte an der Dresdener Kunstgewerbeakademie und arbeitete dann in Dresden als freischaffender Maler. Das Adressbuch verzeichnete ihn 1942 in der Körnerstraße 8. Lindenau schuf vor allem Ölgemälde und großformatige Aquarelle mit Stillleben und Landschaften im Stil der Neuen Sachlichkeit.
Er war Mitglied des Dresdner Künstlerbunds. In der Zeit des Nationalsozialismus gehörte er der Reichskammer der bildenden Künste an und war er nachweislich auf mindestens dreißig Ausstellungen vertreten, darunter von 1938 bis 1944 auf sechs Großen Deutschen Kunstausstellungen in München, wobei Adolf Hitler, Martin Bormann und Joachim von Ribbentrop mehrere seiner Bilder erwarben. 1940 veröffentlichten Velhagen & Klasings Monatshefte in Band 50 das Gemälde Sonnenblumen und Gladiolen als Kunstbeilage.
Nach dem Ende des Zweiten Weltkrieges arbeitete Lindenau als Mitglied des Verbands Bildender Künstler der DDR wieder in Dresden.
Er „machte bevorzugt in Stillleben die Vergänglichkeit des Lebens zum Thema.“ Lindenau verband eine lebenslange enge Freundschaft mit Rudolf Nehmer.

## Bildnerische Darstellung Lindenaus
- Rudolf Nehmer: Der Maler Erich Lindenau (Tafelbild, Öl, 1937; 2006 für 16 000 € versteigert)[5][6]

## Werke (Auswahl)
- Dresden – über Dächer gesehen (Tafelbild, Öl; 1933/1934; ausgestellt 1940 auf der Großen Deutschen Kunstausstellung und von Bormann erworben; im Bestand der Städtischen Galerie Dresden)[7][8]
- Verwelkte Sonnenblumen (Tafelbild, Öl, 1935)[9]
- Selbstbildnis (Tafelbild; Öl, 1937/1938)[10]
- Birnen mit Landschaft (Tafelbild, Öl; ausgestellt 1938 auf der Großen Deutschen Kunstausstellung und von Hitler erworben)[11]
- Alte Ulme mit Dresden, Landschaft (Tafelbild, Öl; ausgestellt 1938 auf der Großen Deutschen Kunstausstellung und von Hitler erworben)[12]
- Distel/Erdstück (Tafelbild, Öl, 1949)[13][14]

- Grillenburg im Winter (Tafelbild, Öl, 1952)[15][14]

## Ausstellungen nach 1945
- 1946: Dresden, Kunstausstellung Sächsische Künstler
- 1946: Dresden, Allgemeine Deutsche Kunstausstellung
- 1949: Dresden, 2. Deutsche Kunstausstellung
- 1954/1955: Dresden, Bezirkskunstausstellung
- 1955/1956: Dresden, Albertinum, Gedenkausstellung
- 1985: Dresden, Albertinum, „Bekenntnis und Verpflichtung“